# Butterbean
Eric Scott Esch, más conocido por su apodo Butterbean (Atlanta, 3 de agosto de 1966), es un boxeador, kickboxer, artista marcial mixto y luchador profesional estadounidense que compitió en la división de peso pesado. También es una personalidad de la televisión, habiendo aparecido y siendo mencionado en varios programas. Butterbean se convirtió en boxeador profesional en 1994 después de una participación exitosa en Toughman Contest, y obtuvo los campeonatos de peso pesado de la Asociación Mundial de Atletismo (WAA) y de peso súper pesado de la IBA. Desde 2003, luchó regularmente como kickboxer y artista marcial mixto, especialmente en K-1 y Pride Fighting Championship. El registro de pelea combinado de Butterbean es 97-24-5, con 65 nocauts y 9 rendiciones.

## Primeros años
Butterbean nació en Atlanta, Georgia. A los cuatro años él y su familia se mudaron a St. Johns, Míchigan, y a los once años se mudaron a Jasper, Alabama. Butterbean tuvo una infancia difícil; su madre murió cuando él tenía ocho años y con frecuencia lo acosaban en la escuela por tener sobrepeso.
Mientras cubría pisos para casas prefabricadas en la planta de Southern Energy Homes en Addison, Alabama, sus colegas lo desafiaron a participar en un Toughman Contest local, con capacitación en Bay City, Míchigan. Ganó el torneo y comenzó su carrera en los deportes de lucha.

## Carrera

### Carrera de boxeo; «King of the 4 Rounders» (1994-2002)
Butterbean comenzó su carrera de lucha en Toughman Contest en Texarkana, Arkansas, a principios de la década de 1990 y se convirtió en cinco veces campeón mundial de peso pesado de Toughman con un registro de 56-5, con 36 nocauts. Recibió el apodo de «Butterbean» (en inglés butter 'mantequilla, manteca' y bean 'judía') cuando se vio obligado a seguir una dieta (que consistía principalmente en pollo y judías) para cumplir con el límite de peso de Toughman de 400 libras (181 kg) bajo la tutela del entrenador Prozay Buell «The Better Buell».
Hizo su debut en el boxeo profesional el 15 de octubre de 1994, venciendo a Tim Daniels por decisión en Birmingham, Alabama. Pronto obtuvo una gran popularidad y se hizo conocido como «King of the 4 Rounders». Hablando de su popularidad en una entrevista de 2008 con BoxingInsider, Butterbean declaró: 

Despegué bastante rápido, mi segunda pelea profesional fue en la televisión nacional; no sucede así, normalmente tienes 15, 20 peleas y luego obtienes una pelea televisiva a menos que seas muy afortunado. Tyson, su segunda pelea profesional no fue en la televisión. Probablemente tuvo cinco o seis, siete peleas antes de aparecer en la televisión. Yo, mi segunda pelea profesional fue televisada, fue en una cartelera de Jed Hearns. Luego, un par de peleas más y estoy en la televisión de nuevo, y cada pelea desde entonces fue televisada. Simplemente no sucede así. Probablemente he tenido más peleas televisadas que cualquier otro campeón mundial.

Butterbean acumuló una serie de victorias, principalmente por nocaut, antes de ser derrotado en dos asaltos por Mitchell Rose el 15 de diciembre de 1995. Butterbean se fue de gira por Estados Unidos, ganando 51 combates consecutivos, incluido uno contra Peter McNeeley. Si bien al principio de su carrera la mayoría de sus oponentes eran peleadores técnicamente limitados, subió de rango para ganar el Campeonato de peso súper pesado de la IBA el 12 de abril de 1997, con un nocaut técnico en el segundo asalto sobre Ed White en el Thomas & Centro Mack en Las Vegas, Nevada. Hizo cinco defensas exitosas del título antes de renunciar a su campeonato en 2000.
Después de que su racha ganadora de cinco años llegó a su fin con una derrota por decisión mayoritaria ante Billy Zumbrun en agosto de 2001, peleó sus primeros diez asaltos contra el ex campeón mundial de peso pesado de cincuenta y dos años Larry Holmes en el Norfolk Scope en Norfolk, Virginia, el 27 de julio de 2002. Si bien Holmes ganó por decisión unánime, a Butterbean se le atribuyó una caída controvertida en el asalto final, que luego se mostró en las repeticiones filmadas que no era una caída, no había pegado ningún golpe, y que fue un deslizamiento; y Holmes solo se tambaleó contra las cuerdas. Esta fue una de las tres únicas peleas en su registro de 109 peleas que estaba programada para más de cuatro asaltos.

### K-1 (2003-2005)
Butterbean se inició en el kickboxing en 2003 cuando fue reclutado por K-1, y debutó con un nocaut en el primer asalto sobre Yusuke Fujimoto en K-1 Beast II 2003 en Saitama, Japón, el 29 de junio de 2003. K-1 estaba entonces deseoso de enfrentarlo a Ernesto Hoost, sin embargo Butterbean se negó a aceptar la pelea por consejo de un amigo que le advirtió sobre la destreza del neerlandés en el kickboxing. En cambio, se enfrentó a Mike Bernardo en una pelea fuera del torneo en K-1 Survival 2003 Japan Grand Prix Final en Yokohama, Japón, el 21 de septiembre de 2003. Fue derribado dos veces con patadas bajas en el primer asalto antes de ser derrotado con una patada alta en el segundo.
En su primera pelea de artes marciales mixtas, Butterbean se enfrentó a Genki Sudō en un combate de peso abierto en K-1 PREMIUM 2003 Dynamite!! en Nagoya, Japón, el 31 de diciembre de 2003. A pesar de tener una ventaja de peso de 110 kg sobre su oponente, Butterbean no pudo capitalizarla ya que Sudō no estaba dispuesto a intercambiar golpes. Sudō llevó a Butterbean a la lona con un derribo al final del primer asalto e intentó un bloqueo de piernas antes de ser detenido por la campana que señalaba el final del asalto. Al principio del segundo asalto, los dos luchadores fueron al suelo, y el japonés aprovechó la falta de habilidad de lucha cuerpo a cuerpo del estadounidense al asegurar una rendición de gancho al tobillo.
Al regresar al kickboxing en K-1 Beast 2004 in Niigata el 14 de marzo de 2004, Butterbean perdió por decisión unánime ante Hiromi Amada, cuando Amada lo acribilló con patadas bajas mientras Butterbean hizo poco más que burlarse de su oponente durante todo el combate. Estaba programado para pelear contra Bob Sapp poco después, pero se afirma que los representantes de Sapp retiraron a su peleador después de descubrir que Amada había necesitado tratamiento hospitalario después de su pelea con Butterbean. Butterbean perdió su tercer combate consecutivo de K-1 en K-1 Beast 2004 in Shizuoka el 26 de junio de 2004, perdiendo ante Montanha Silva por decisión unánime.
Compitiendo en el torneo de ocho hombres en el K-1 World Grand Prix 2005 in Hawaii el 29 de julio de 2005, Butterbean puso fin a su racha de derrotas cuando logró una victoria por decisión unánime sobre Marcus Royster en los cuartos de final. A pesar de la victoria, Butterbean sufrió una lesión en la pierna izquierda durante la pelea y no pudo continuar, por lo que Royster regresó al torneo en su lugar.

### Lucha libre profesional (1997, 1999, 2009-2012)
Butterbean apareció dos veces en eventos de lucha libre profesional de la Federación Mundial de Lucha Libre, compitiendo en combates de boxeo en ambas ocasiones. El 7 de diciembre de 1997, en el evento de pago por evento D-Generation X: In Your House, derrotó al ex campeón de los Guantes de Oro Marc Mero por descalificación en un combate arreglado. Quince meses después, Butterbean derrotó al campeón de WWF Brawl For All, Bart Gunn, en una pelea legítima en WrestleMania XV el 28 de marzo de 1999, noqueando a su oponente en 34 segundos.
En 2009 regresó a la lucha libre profesional en el circuito independiente. Derrotó a Trent Acid por el título de peso pesado de Pro Wrestling Syndicate el 29 de mayo de 2009 en Garfield, Nueva Jersey. El 10 de junio de 2009, Butterbean derrotó a One Man Kru en OmegaCon en el BJCC en Birmingham, Alabama, en un evento de lucha libre con fines benéficos. Casi un año después, perdió el título ante Kevin Matthews el 9 de mayo de 2010. También luchó para Juggalo Championship Wrestling. El 1 de abril de 2011, Butterbean se asoció con el oficial Adam Hadder en una lucha por equipos contra One Man Kru y el miembro del Salón de la Fama de la WWE Brutus «The Barber» Beefcake en un evento de lucha benéfica grabado para un episodio de Big Law: Vice Butterbean, un programa de telerrealidad que se emitió en Investigation Discovery. El 31 de marzo de 2012, derrotó a Cliff Compton en el evento WrestleRama Guyana en Georgetown, Guyana.

### Pride Fighting Championship (2006-2007)

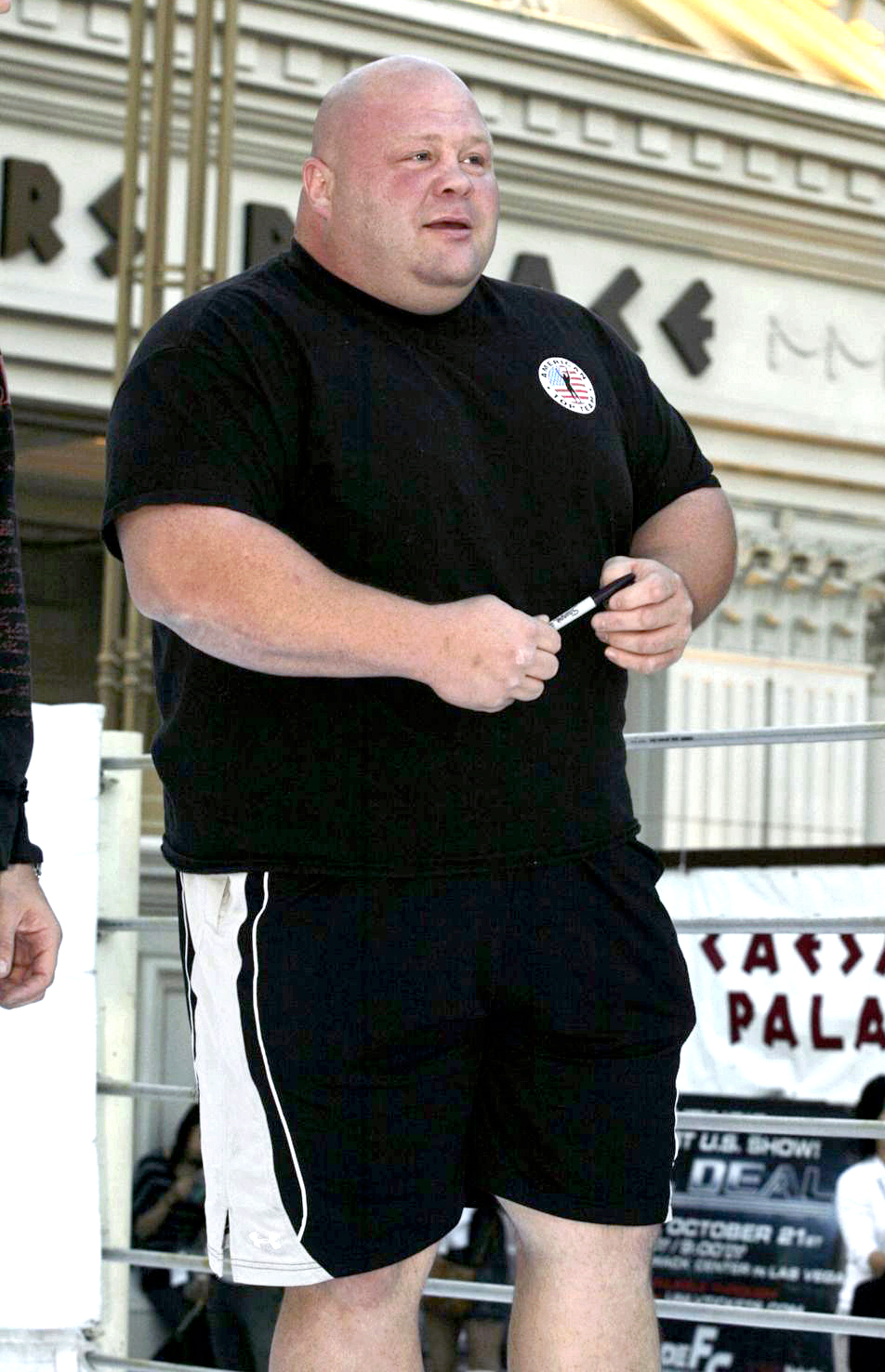
Butterbean antes de Pride 32 en octubre de 2006

Habiendo perdido su debut en AMM ante Genki Sudō, Butterbean se quedó en el deporte, con una marca de 6-0-1 con apariciones en King of the Cage, Gracie Fightfest y Rumble on the Rock, que incluyó un paro por TKO de Wesley «Cabbage» Correira en Rumble on the Rock 8 en Honolulu el 20 de enero de 2006, en una pelea que se llevó a cabo bajo reglas especiales: la pelea en el suelo se limitó a quince segundos por instancia, independientemente de la situación. Regresó a Pride Fighting Championship el 26 de agosto de 2006, para competir en Pride Bushido 12 contra Ikuhisa Minowa, un luchador conocido por sus victorias contra oponentes mucho más grandes, ante quien perdió por rendición a los 4:25 del primer asalto.
Butterbean estaba listo para pelear contra Mark Hunt en el primer espectáculo en suelo estadounidense de la promoción, Pride 32 en Las Vegas, pero la Comisión Atlética del Estado de Nevada no permitió el enfrentamiento porque argumentaron que las victorias de Hunt sobre Wanderlei Silva y Mirko «Cro Cop» Filipović le dieron una ventaja injusta en el cuadrilátero. Pride había declarado que los «problemas de visa» estaban impidiendo que Hunt compitiera en la pelea, pero luego se confirmó que Hunt no podía competir debido a la decisión de la NSAC. El luchador profesional Sean O'Haire fue elegido como reemplazo de Hunt y Butterbean lo noqueó en menos de treinta segundos.
Partiendo brevemente de Pride para competir en Cage Rage, Butterbean fue derrotado por Rob Broughton en Cage Rage 19 en Londres, Inglaterra, el 9 de diciembre de 2006. Posteriormente derrotó por nocaut a James Thompson en Cage Rage 20 el 10 de febrero de 2007.
El 8 de abril de 2007 Butterbean regresó a Pride para el último evento de la promoción, Pride 34, donde se enfrentó a Zuluzinho en una pelea en la que ambos hombres pesaron 184,6 kg (aunque el brasileño era 20 cm más alto). Ambos peleadores salieron balanceándose antes de que Zuluzinho anotara un derribo. Butterbean lo invirtió, conectando varios golpes de martillo antes de finalmente someter a Zuluzinho con una llave a los 2:35 del primer asalto.

### Carrera posterior (2007-presente)
La siguiente pelea de Butterbean fue el 14 de julio de 2007 contra el entonces campeón mundial de peso pesado de Cage Rage, Tengiz Tedoradze, en una pelea sin título en Cage Rage 25, perdiendo por nocaut técnico. Global Fighting Championships había programado una pelea de evento principal entre Esch y Ruben Villareal para su evento inaugural, pero el evento se canceló cuando la mitad de los enfrentamientos programados no pudieron llevarse a cabo debido a problemas médicos (Butterbean vs. Villareal fue el único evento principal viable). Luego estaba listo para pelear contra Jimmy Ambriz como el evento principal de la cartelera de debut de Xcess Fighting, pero no se presentó al pesaje argumentando conflictos de programación.
Butterbean hizo un breve regreso a K-1 para pelear en K-1 World Grand Prix 2008 in Hawaii el 9 de agosto de 2008, enfrentándose por segunda vez a Wesley Correira y perdiendo por nocaut en el segundo asalto.
En su último combate de kickboxing en Seúl, Corea del Sur, el 29 de julio de 2009, Butterbean noqueó a Moon-Bi Lam cuarenta y seis segundos después del primer asalto.
El 3 de octubre de 2009, Butterbean perdió por decisión dividida en cuatro asaltos ante Harry Funmaker, a quien venció anteriormente en dos ocasiones. Después de la pelea, anunció su retiro. Sin embargo, Butterbean pronto volvió a competir.
El 18 de septiembre de 2010, Butterbean fue derrotado por Mariusz Pudzianowski por rendición. Después de varios intercambios de golpes en los pies, Pudzianowski atacó y derribó a Butterbean, y procedió a lanzar numerosos golpes desde un control lateral en el suelo. Butterbean, incapaz de ponerse de pie, se sometió a los 1:15 del primer asalto.
Butterbean se enfrentó a Deon West en el evento pague-por-ver Internet LFC 43: Wild Thang MMA el 12 de octubre de 2010. Después de un extenuante combate, Butterbean derrotó a Deon West por nocaut técnico, debido a que Deon no salió a pelear en el tercer asalto.
Butterbean derrotó a Dean Storey en Elite 1 MMA: High Voltage el 7 de mayo de 2011, en Moncton, New Brunswick, Canadá, para reclamar el título de peso súper pesado de la promoción. Noqueó a Storey a los 24 segundos del segundo asalto.

## Registro de artes marciales mixtas
| Resultado | Récord  | Oponente             | Método                       | Evento                                                          | Fecha                    | Asalto | Tiempo    | Localización                                | Notas |
| --------- | ------- | -------------------- | ---------------------------- | --------------------------------------------------------------- | ------------------------ | ------ | --------- | ------------------------------------------- | ----- |
| Derrota   | 17-10-1 | Sandy Bowman         | TKO (rendición a golpes)     | Prestige Fighting Championship 3                                | 21 de octubre de 2011    | 1      | 0:54      | Fort McMurray, Alberta, Canadá              |       |
| Derrota   | 17-9-1  | Eric Barrak          | Rendición (guillotine choke) | Instinct MMA 1                                                  | 7 de octubre de 2011     | 3      | 2:56      | Montreal, Quebec, Canadá                    |       |
| Victoria  | 17-8-1  | Dean Storey          | TKO (golpes)                 | Elite-1 MMA: Moncton                                            | 7 de mayo de 2011        | 2      | 0:20      | Moncton, Nuevo Brunswick, Canadá            |       |
| Victoria  | 16-8-1  | Deon West            | TKO (golpes)                 | LFC 43: Wild Thang                                              | 10 de diciembre de 2010  | 2      | 5:00      | Indianápolis, Indiana, Estados Unidos       |       |
| Derrota   | 15-8-1  | Mariusz Pudzianowski | TKO (rendición a golpes)     | KSW 14: Judgment Day                                            | 18 de septiembre de 2010 | 1      | 1:15      | Lodz, Polonia                               |       |
| Derrota   | 15-7-1  | Jeff Kugel           | TKO (rendición a golpes)     | Xtreme Cagefighting Championship 46: Beatdown at the Ballroom 9 | 6 de marzo de 2010       | 1      | 0:40      | Mount Clemens, Míchigan, Estados Unidos     |       |
| Victoria  | 15-6-1  | Chris Cruit          | Rendición (rear-naked choke) | Moosin: God of Martial Arts                                     | 11 de diciembre de 2009  | 1      | 1:38      | Birmingham, Alabama, Estados Unidos         |       |
| Victoria  | 14-6-1  | Tom Howard           | Rendición (neck crank)       | Extreme Cage Fighting                                           | 9 de septiembre de 2009  | 1      | 1:40      | Laredo, Texas, Estados Unidos               |       |
| Victoria  | 13-6-1  | Jefferson Hook       | TKO (golpes)                 | Lockdown in Lowell                                              | 26 de junio de 2009      | 1      | Sin datos | Lowell, Massachusetts, Estados Unidos       |       |
| Derrota   | 12-6-1  | Patrick Smith        | TKO (rendición a golpes)     | YAMMA Pit Fighting                                              | 11 de abril de 2008      | 1      | 3:17      | Atlantic City, Nueva Jersey, Estados Unidos |       |
| Derrota   | 12-5-1  | Nick Penner          | Rendición (kimura)           | The Fight Club: First Blood                                     | 28 de diciembre de 2007  | 1      | 2:28      | Edmonton, Alberta, Canadá                   |       |
| Victoria  | 12-4-1  | Tom Howard           | Rendición (armlock)          | The Final Chapter MMA                                           | 1 de diciembre de 2007   | 1      | 4:47      | Jasper, Alabama, Estados Unidos             |       |
| Victoria  | 11-4-1  | Pete Sischo          | Rendición (americana)        | Combat Warfare X                                                | 13 de octubre de 2007    | 3      | 2:35      | Estados Unidos                              |       |
| Derrota   | 10-4-1  | Tengiz Tedoradze     | TKO (golpes)                 | Cage Rage 22                                                    | 14 de julio de 2007      | 1      | 4:26      | Londres, Inglaterra, Reino Unido            |       |
| Victoria  | 10-3-1  | Zuluzinho            | Rendición (americana)        | PRIDE 34                                                        | 8 de abril de 2007       | 1      | 2:35      | Saitama, Prefectura de Saitama, Japón       |       |
| Victoria  | 9-3-1   | James Thompson       | KO (golpes)                  | Cage Rage 20                                                    | 10 de febrero de 2007    | 1      | 0:43      | Londres, Inglaterra, Reino Unido            |       |
| Victoria  | 8-3-1   | Charles Hodges       | KO (golpe)                   | Palace Fighting Championship: King of the Ring                  | 18 de enero de 2007      | 1      | 0:45      | Lemoore, California, Estados Unidos         |       |
| Derrota   | 7-3-1   | Rob Broughton        | TKO (rendición a golpes)     | Cage Rage 19                                                    | 9 de diciembre de 2006   | 2      | 3:43      | Londres, Inglaterra, Reino Unido            |       |
| Victoria  | 7-2-1   | Sean O'Haire         | KO (golpes)                  | PRIDE 32                                                        | 21 de octubre de 2006    | 1      | 0:29      | Las Vegas, Nevada, Estados Unidos           |       |
| Derrota   | 6-2-1   | Ikuhisa Minowa       | Rendición (armbar)           | PRIDE Bushido 12                                                | 26 de agosto de 2006     | 1      | 4:25      | Nagoya, Japón                               |       |
| Victoria  | 6-1-1   | Rich Weeks           | Rendición (choke)            | Fightfest 5: Corea vs. USA                                      | 15 de julio de 2006      | 1      | 1:29      | McAllen, Texas, Estados Unidos              |       |
| Victoria  | 5-1-1   | Matt Eckerle         | TKO (rendición a golpes)     | Fightfest 4                                                     | 20 de mayo de 2006       | 1      | 0:56      | Corpus Christi, Texas, Estados Unidos       |       |
| Victoria  | 4-1-1   | Aaron Aguilera       | Rendición (rear-naked choke) | Rumble on the Rock 9                                            | 21 de abril de 2006      | 1      | 0:58      | Honolulu, Hawái, Estados Unidos             |       |
| Victoria  | 3-1-1   | Leo Sylvest          | Rendición (rear-naked choke) | Fightfest 2: Global Domination                                  | 14 de abril de 2006      | 1      | 0:35      | Canton, Ohio, Estados Unidos                |       |
| Victoria  | 2-1-1   | Wesley Correira      | TKO (detención del médico)   | Rumble on the Rock 8                                            | 20 de enero de 2006      | 2      | 5:00      | Honolulu, Hawái, Estados Unidos             |       |
| Victoria  | 1-1-1   | Walley Keenboom      | Rendición                    | Fightfest 1: Royce Gracie Fightfest                             | 9 de diciembre de 2005   | 2      | 1:37      | Evansville, Indiana, Estados Unidos         |       |
| Empate    | 0-1-1   | Michael Buchkovich   | Empate                       | KOTC 48: Payback                                                | 25 de febrero de 2005    | 1      | 0:58      | Cleveland, Ohio, Estados Unidos             |       |
| Derrota   | 0-1-0   | Genki Sudō           | Rendición (heel hook)        | K-1 PREMIUM 2003 Dynamite!!                                     | 31 de diciembre de 2003  | 2      | 0:41      | Nagoya, Japón                               |       |